# نيك جونستون
نيك جونستون (بالإنجليزية: Nick Johnston)‏ هو سياسي بريطاني، ولد في 5 يناير 1948 في المملكة المتحدة. حزبياً، نشط في الاسكتلنديون المحافظون ‏. وقد في الانتخابات النيابية العمومية الاسكتلندية 1999 ‏، انتخب عضو البرلمان الاسكتلندي الأول ‏ عن دائرة Mid Scotland and Fife (Scottish Parliament electoral region) ‏ وقد انضم خلال فترته النيابية ‏ (6 مايو 1999 – 10 أغسطس 2001)  للكتلة البرلمانية الاسكتلنديون المحافظون ‏.